# Качурин, Марк Григорьевич
Марк Григорьевич Качурин (29 августа 1923 — 31 мая 2006) — советский литературовед, педагог. Доктор педагогических наук (1976), профессор (1979).
 Четверть века — с 1969 по 1994 года преподавал в Ленинградском педагогическом институте.
Известен как соавтор школьного учебника «Русская литература» для 9-го класса, выдержавшего 20 переизданий в 1964—1990 годах.

## Биография
Родился в 1923 году в Вологде.
В 1940 году, окончив школу с золотой медалью, поступил на филологический факультет ЛГУ, но начало войны прервало обучение.

### В годы войны
На фронте с 1941 года, краснофлотец, уцелел в боях на «Невском пятачке», был ранен.

Я там пробыл три месяца. Это было лобное место, дивизии и полки там перемалывались, как в какой-то взбесившейся мясорубке. Мы видели заснеженную землю с пятнами грязи и крови. Землянки были тесные, наскоро и неглубоко врытые. Фронтовой хлеб уже выручить не мог: приварка почти не было. Зубы кровоточили от цинги и выпадали, а в сумерках начинавшаяся „куриная слепота“ не позволяла ничего увидеть дальше двух-трёх метров— из воспоминаний М. Г. Качурина
Был ранен, после излечения в 35-м госпитале в Кронштадте, в Блокаду истощённый от голода, снова на фронт не попал — был оставлен в рабочей команде госпиталя, стал комсоргом госпиталя, и до конца войны служил в госпитале, демобилизован в звании старшины 2 статьи.

Участвовал непосредственно в боях в составе 486-го стрелкового полка добровольцем в качестве радиста, в декабре 1941 года в боях по Ленинградом был контужен. … 
За время службы в госпитале в должности комсорга проводил исключительно большую работу в трудные дни Блокады.— из наградного листа на Медаль «За боевые заслуги» за подписью начальника 35-го госпиталя полковника м/с Ермакова, 16 мая 1945 года
Известно, что когда госпиталь был награждён орденом Ленина, именно Марк Кочурин вылепил из гипса крупную копию ордена, водрузив его над входом в госпиталь.
Награждён медалями «За оборону Ленинграда» и «За боевые заслуги», знаком «Отличник ВМФ» и Орденом Отечественной войны II степени (1985).

### После войны
После войны вернулся на филфак, окончил обучение в 1950 году.
Начал работать учителем русского языка и литературы, затем перешёл на должность инспектора РОНО Ленинградской области.
С 1958 года — директор Ленинградского областного института усовершенствования учителей.
С 1969 года преподавал в Ленинградском педагогическом институте, в 1986—1994 годах был заведующим кафедрой управления школы.
В 1999 году уехал в США  к сыну, эмигрировавшему туда в 1995 году, жил в городке Орландо, штат Флорида.
Умер в 2006 году.

## Научная деятельность
В центре научно-педагогических интересов М. Г. Качурина, по его словам, была «проблема изучения литературы как искусства слова, в соответствии с её природой и закономерностями читательской деятельности», однако его главная идея — это самостоятельная исследовательская деятельность учеников.
В 1976 году защитил докторскую диссертацию «Системность литературного образования в школе» на материале изучения русской классической литературы.
Наиболее известен как соавтор выдержавшего в 1964—1990 годах 20 переизданий учебника по литературе для 9-го класса (совместно с М. А. Шнеерсон и Д. К. Мотольской).
На заседании экспертно-методического совета при Министерстве просвещения СССР рецензировавший издание профессор Г. И. Беленький сказал об этом учебнике лишь одно слово: «Великолепно!».

Системность — вот любимое слово Качурина-учёного. Вместе с эстетической восприимчивостью литература как учебный предмет должна была развивать интерес ребёнка к самостоятельному научному поиску, пробуждать в нём исследовательские наклонности. Как же нужно любить детей, всех детей, чтобы «подозревать» каждого из них в обладании скрытыми исследовательскими способностями! Таким уж был человеком Марк Григорьевич.

Сейчас видно, насколько этот учебник выше и по методическому аппарату, и по литературному материалу некоторых скороспелых учебников времен книжного бума начала 21 века. Правда, и школьники для этого особенного учебника нужны особенные, а не стремящиеся лишь безболезненно сдать ЕГЭ.— Б. А. Ланин - Современные подходы к изучению литературы // «Проблемы современного образования», 2011, № 3
Совместно с Д. К. Мотольской автор учебного пособия для учителей «Изучение русской литературы в IX классе», также многократно переиздававшегося. Соавтор двухтомного учебника-хрестоматии для 9-11-х классов «Санкт-Петербург в русской литературе», дважды переизданного (1994, 1996).
Автор учебника «Русская литература XIX века» для 9-10-х классов, выходившего в издательстве «Просвещение» в 2000-х годах.
Автор более 150 работ. Среди трудов, не являющихся учебниками:
- Изучение языка писателей XVIII — начала XIX века в средней школе / М. Г Качурин, М. А. Шнеерсон. — М., 1959
- Выразительное чтение в VIII—X классах: Из опыта работы. — Л.: Учпедгиз. — 1960. — 141 с.
- Самостоятельная работа учащихся над текстом художественного произведения (в V—VIII классах) / М. Г Качурин, М. А. Шнеерсон. — Л.: Учпедгиз. — 1960. — 196 с.
- Изучение языка писателей: Пушкин. Лермонтов. Гоголь / М. Г. Качурин, М. А. Шнеерсон. — М.: Учпедгиз, 1961. — 304 с.
- Поэма Н. В. Гоголя «Мертвые души» в школьном изучении: Пособие для учителя / А. М. Докусов, М. Г. Качурин. — М.: Просвещение, 1982. — 192 с.
- Библия и русская литература: хрестоматия — СПб: Каравелла, 1995. — 580 с.

Также написал автобиографическую книгу «И я живу. Ослушаться не смею», куда вошли воспоминания о войне и стихи.